# Lars Edegran

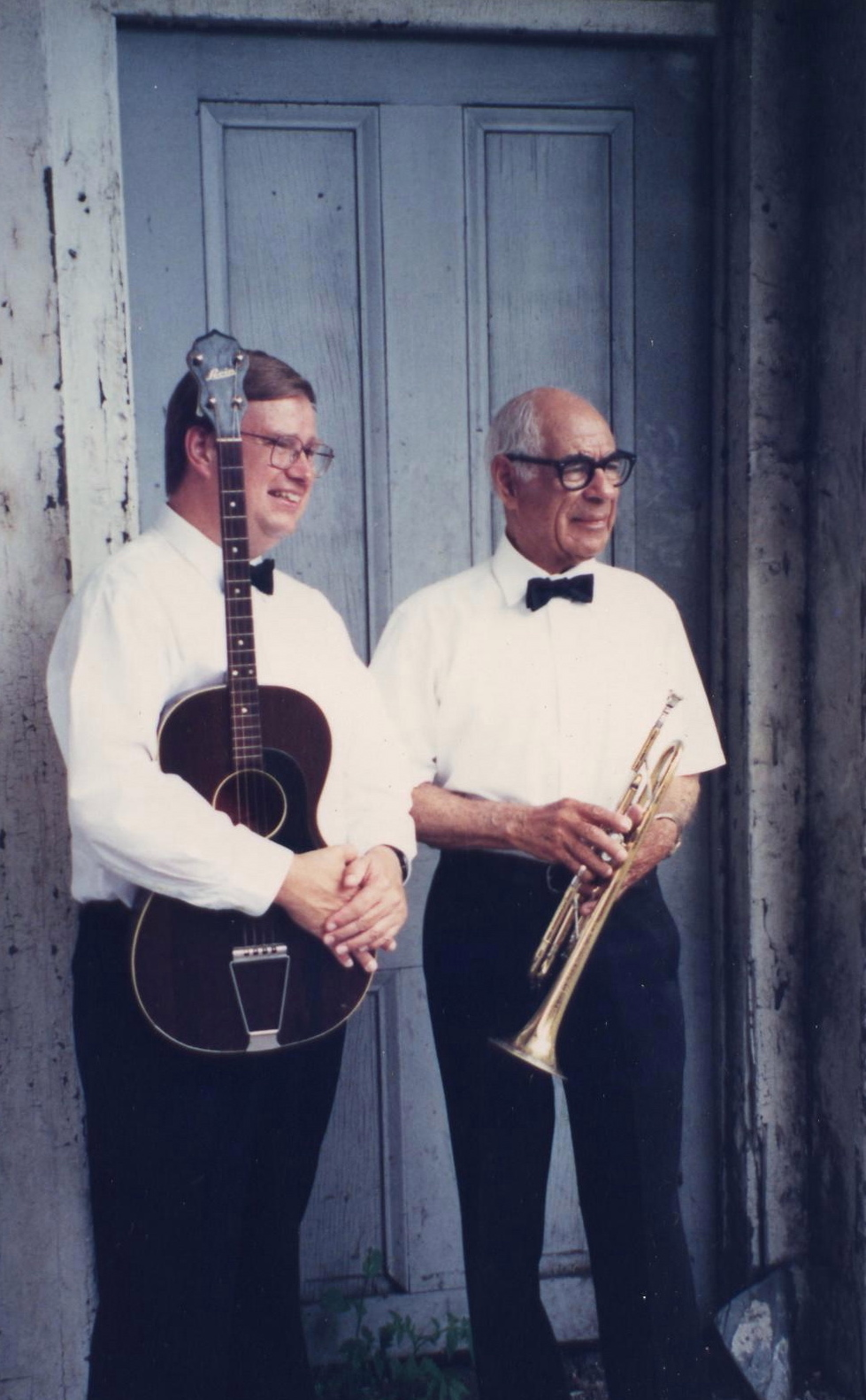
Lars Edegran t.v., Lionel Ferbos t.h.

Lars Ivar Edegran, född 1944 i Stockholm, är en svensk-amerikansk jazzmusiker (dixieland) och orkesterledare. Han spelar vanligen piano, gitarr eller banjo, men behärskar även mandolin, klarinett och saxofon.

## Biografi
Edegran spelade i New Orleans-influerade grupper i Sverige innan han bosatte sig i USA (New Orleans) år 1966, där han kom att spela med kända jazzmusiker i alla åldrar.  
Edegran grundade och leder New Orleans Ragtime Orchestra.  Han har gjort omfattande turnéer och har en omfattande verkslista. Han ger ofta konserter på Palm Court Jazz Cafe i French Quarter. Edegrans musik har bland annat använts i musikalen One Mo' Time.

## Diskografi i urval
Nedan redovisas ett urval ur Edegrans skivproduktion.
- Shout Sister Shout: Edegran Orchestr and the New Orleans Jazz Ladies (1990)
- Lars Edegran and his New Orleans All Stars (1994)
- Shim Sham Shimmy Dance (1995)
- A Program of New Orleans Jazz, Blues & Spirituals (1999)
- Crescent City Christmas (1999)
- Lars Edegran Presents Lionel Ferbos & John Robichaux (1999)
- Palm Court Jazz All Stars (2005)
- Sweet Hot and Lowdown (2006)
- New Orleans Jazz (2007)
- Hymns & Spirituals: Live at Trinity Church, New Orleans (2013)